# جوناتان سوریانو
جوناتان سوریانو کاساس (اسپانیایی: Jonathan Soriano Casas‎؛ زادهٔ ۱۳ اوت ۱۹۹۷) بازیکن سابق فوتبال اهل اسپانیا است.
او در فصل ۱۱–۲۰۱۰ به عنوان آقای گلی سگوندا دویژن دست یافت.